# Shavkat Mirziyoyev
Shavkat Miromonovich Mirziyoyev (kyrilliskt skriven uzbekiska: Шавкат Миромонович Мирзиёев, Sjavkat Miromonovitj Mirzijojev), född 24 juli 1957 i provinsen Dzjizak oblast i Uzbekiska SSR i Sovjetunionen (nu Jizzax viloyati i republiken Uzbekistan), är en uzbekisk politiker. Han var 2003–2016 landets premiärminister och är sedan 2016 dess president.

## Karriär
Mirziyoyev har en ingenjörsexamen från Tasjkents institut för bevattning och jordbruksmekanisering.
Han var provinsguvernör i Jizzax viloyati mellan 1996 och 2001 och i Samarkand från 2001 till 2003. Han har även varit ordförande för ett distrikt i Tasjkent.
År 2003 blev Mirziyoyev landets premiärminister, en post han tillträdde 12 december 2003 efter president Islam Karimovs nominering och parlamentets godkännande. Han efterträdde då Otkir Sultonov som suttit på posten sedan 1995.
Den 8 september 2016 utsågs Mirziyoyev av parlamentet till tillförordnad president efter Karimovs bortgång.
Den 4 december 2016 hölls presidentval. Mirziyoyev vann med 89 procent av rösterna i ett val som av utländska bedömare inte ansågs vara fritt och rättvist.
I oktober 2021 omvaldes Mirziyoyev som Uzbekistans president.